# کارل-هانتس لمان
کارل-هانتس لمان (آلمانی: Karl-Heinz Lehmann؛ زادهٔ ۲ ژانویهٔ ۱۹۵۷) جودوکار اهل آلمان بود.